# Arras (França)
Arras, em português Arrás DmTE, é uma cidade e capital do departamento de Pas-de-Calais. É sé episcopal.
Era conhecida como Nemêtaco (em latim: Nemetacum) durante o período romano.
Em 9 de maio de 1915, a primeira batalha de Arras ocorreu perto da cidade, envolvendo a empresa "Hello" („Nazdar“) da Legião Tchecoslovaca na França.
A 2 de Maio de 1935 a Cidade de Arras foi feita Dama da Ordem Militar da Torre e Espada, do Valor, Lealdade e Mérito de Portugal.

## Geografia
Arras está situada a cerca de 170 quilômetros de Paris, nas margens dos rios Scarpe e Crinchon.
Foi a capital da província francesa de Artois (também conhecida pelo aportuguesamento Artésia) e, antes disso, foi capital do antigo Condado de Artois.

## Economia
As indústrias predominantes em Arras são têxteis e construções mecânicas.